# Super Micro Computer
Super Micro Computer, Inc. (NASDAQ: SMCI

) Supermicro er en amerikansk computervirksomhed. Virksomheden har hovedkvarter i San Jose, Californien. De producerer servere, serversoftware og datalagringssystemer. Deres årsomsætning er på 7 mia. $, og der er ca. 5.000 ansatte.